# Диас, Порфирио
Хосе́ де ла Крус Порфи́рио Ди́ас Мо́ри (исп. José de la Cruz Porfirio Díaz Mori; 15 сентября 1830, Оахака, штат Оахака — 2 июля 1915, Париж) — мексиканский государственный и политический деятель, временный президент с 21 ноября по 6 декабря 1876 года. Президент Мексики с 5 мая 1877 по 30 ноября 1880 года и с 1 декабря 1884 по 25 мая 1911 года.

## Биография
Родился в городе Оахака в многодетной семье. Был наполовину миштеком[уточнить]. Отец Диаса сменил много занятий, в том числе был кузнецом и владельцем трактира, умер, когда сыну было три года.
Во время учёбы в школе Порфирио подрабатывал столяром и сапожником.
Учился в семинарии, но в шестнадцатилетнем возрасте, когда началась Американо-мексиканская война, вступил в ряды милиции штата. Однако в боевых действиях не участвовал. Тогда Порфирио решил покинуть семинарию и поступить в Институт наук и искусств Оахаки, который тогда считался еретическим. Его крёстный отец Иосиф Августин, уже к тому времени назначенный епископом епархии, оставил его без экономической и моральной поддержки. В конце 1850 года Диас стал учителем латыни в том же институте. Вскоре после этого, столкнувшись с бедностью, в которой оказалась его семья, Порфирио стал танцором болеро, позже подрабатывал в оружейной палате, собирая и чиня винтовки, а также плотничая. В 1854 году стал заведующим библиотекой института. Когда Мануэль Итурибаррия, профессор кафедры естественного права, покинул эту должность по болезни, Диас стал временным профессором, что отчасти улучшило его экономическое положение и положение его семьи. С 1852 по 1853 год он был учеником Бенито Хуареса в области гражданского права. В 1854 году он сдал первый экзамен на звание адвоката.
Во время выступлений против президента Санта-Анны встал на сторону либералов, дослужившись до звания капитана. Гражданскую войну он окончил в звании полковника, на его счету было участие в 12 крупных боях.
В период иностранной интервенции 1861—1867 годов отличился в битве при Пуэбле, получив звание бригадного генерала. В 1865 году попал в плен к французам, но сумел бежать. В 1866 году разбил вдвое превосходящие силы императора Максимилиана при Миауатлане. В 1867 году одержал победу при Пуэбле и захватил Мехико.
В начале 1870-х Диас стал противником президента Бенито Хуареса и его преемника Себастьяна Лердо де Техада. В 1876 году при поддержке из США Диас произвёл переворот против переизбранного Лердо, отстранил от власти и конкурента свергнутого президента, Хосе Марию Иглесиаса, и, наконец, в 1877 году сам был избран президентом Мексики. Эту должность он занимал до 1911 года с перерывом в 1880—1884 годах.

### Порфириат
Период правления Диаса по его имени (Порфирий) получил название Порфириат (исп. Porfiriato). Всё это время в стране формально продолжала действовать конституция 1857 года, проводились президентские выборы, но Диас путём манипуляций с голосами избирателей и устранения соперников удерживал власть в своих руках, тем самым установив диктатуру. Он не занимал пост президента только в 1880—1884 годах (когда президентом был его ставленник Мануэль Гонсалес), поскольку принятая в соответствии с «планом Тустепек», который Диас провозгласил во время переворота, поправка к конституции запрещала занимать эту должность два срока подряд. В 1888 году Диас был избран президентом вопреки этой поправке, а в 1892 году запрет переизбрания был отменён. В том же 1892 году президентский срок был увеличен с четырёх до шести лет. Также при Диасе сохранялись и выборы в губернаторы штатов и Конгресс, однако кандидат должен был получить негласное одобрение диктатора.
Большую роль в экономической и политической жизни страны при Диасе играла группа олигархов, сформировавшаяся из крупнейших представителей бюрократии, землевладельцев и частично буржуазной интеллигенции. Группа носила название «сьентификос» (исп. científicos — учёные) — её члены придерживались философии позитивизма и научных методов управления государством. Руководящее ядро «сьентификос» состояло из полутора десятков человек, долгое время их лидером был министр финансов Хосе Лимантур. Эта группа проводила политику привлечения иностранных капиталов и создания льгот для иностранных предпринимателей. При этом политическим идеалом «сьентификос» было правление креольской олигархии, тесно связанной с заграничным капиталом, индейцев и метисов они рассматривали как низшую расу.
При Диасе сильно увеличилась численность «руралес» — конной сельской жандармерии — с нескольких сотен до нескольких тысяч. Офицеров жандармерии брали из федеральной армии. Среди руралес появилось много уголовников. Сельская жандармерия участвовала в подавлении аграрных восстаний.
Правительство Диаса развернуло настоящую войну против индейского населения некоторых штатов, которое было недовольно его аграрной политикой. В Соноре с оружием в руках выступали индейцы яки, которые оказывали сопротивление до самой революции 1910—1917 годов. Захваченных в плен яки продавали на плантации Юкатана, где они вскоре умирали от непривычного тропического климата. На Юкатане поднялось восстание индейцев майя, после подавления которого полуостров стал «собственностью» полусотни плантаторов во главе с губернатором Олегарио Молиной.
Несмотря на то, что в период правления Диаса наблюдалось развитие мексиканского капитализма (строились железные дороги и телеграфные линии, создавались новые предприятия, увеличился приток иностранных инвестиций), уровень жизни широких слоёв населения за время Порфириата снизился. На конец диктатуры в 1910 году только 19 % жителей Мексики были грамотными. Учителя систематически недополучали жалование. Новых школ в расчёте на количество населения строилось меньше, чем при Лердо де Техаде.
Почти не существовало системы медицинского обслуживания. Детская смертность не снизилась и составляла более 400 детей на тысячу. Взрослая смертность по стране составляла 37—40 человек на тысячу. А средняя продолжительность жизни примерно равнялась 30 годам. 50 % всего жилого фонда считалось лачугами — жилищами из одной комнаты, не имевшими канализации, воды и электричества. Проблему представляли такие болезни как оспа, дизентерия, туберкулёз, малярия и тиф.
Ограничения рабочего дня не существовало и люди работали по 12 часов в сутки семь дней в неделю. Забастовки и создание профсоюзов были законодательно запрещены. Пенсионного и страхового обеспечения не существовало. Заработная плата часто выплачивалась не деньгами, а бонами или марками, которые принимали только в фабричной лавке или магазине помещика. Довольно большую долю рабочих (включая ремесленников) — 200 тыс. из 800 тыс. — составляли женщины. Женщинам платили в два раза меньше, чем мужчинам, а их труд использовался на тяжёлом и монотонном производстве, прежде всего в текстильной промышленности и на сигаретных фабриках.
В 1867 году Диас женился на своей племяннице, а после её смерти в 1880 году, — на Кармелите Ромеро Рубио, отец которой был министром в правительстве Лердо, а позднее стал соратником Диаса.
В 1910 году, когда Диас был в очередной раз переизбран президентом Мексики, его оппонент, лидер либерально-демократической оппозиции Франсиско Мадеро отказался признать результаты выборов и призвал мексиканцев к борьбе против диктатора, выступив с «планом Сан-Луис-Потоси» (предусматривавшим избавление Мексики от империалистического господства и возвращение крестьянам отнятых у них в период правления Диаса земель). Так было положено начало Мексиканской революции, в ходе которой Диас был свергнут. Когда 1 апреля 1911 года в очередном послании к Конгрессу Диас признал большинство требований повстанцев и пообещал провести аграрную реформу, это были уже запоздалые уступки. В мае 1911 года на борту парохода «Ипиранга» он эмигрировал во Францию, где и прожил до конца жизни.

## В искусстве
В романе итальянского писателя Валерио Эванджелисти «Огненное ожерелье» (it:Il collare di fuoco), посвящённом истории Мексики с 1859 по 1890 год, одним из действующих лиц является Порфирио Диас. Он представлен безжалостным и лицемерным диктатором, не останавливающимся перед убийствами политических противников.
В рассказе Джека Лондона «Мексиканец» Диас неоднократно упоминается, как враг главного персонажа — боксёра Фелипе Риверы.
Порфирио Диасу принадлежит известное высказывание: «Бедная Мексика! Так далеко от Бога и так близко к США».

## Память
После революции имя Порфирио Диаса было предано забвению — в Мексике нет ни одной улицы, названной в его честь, и только в 2015 году в городе Орисаба (Веракрус) появился первый посмертный памятник генералу, установленный местными властями. Сохранились некоторые прижизненные памятники времён порфириата, например, в городе Тлахиако, штат Оахака.